# エイミー・ワインハウス
エイミー・ワインハウス（Amy Winehouse、本名：Amy Jade Winehouse、エイミー・ジェイド・ワインハウス、1983年9月14日 - 2011年7月23日）は、イギリスのソウルミュージック、ジャズ、R&Bのシンガーソングライター。
カート・コバーンの死から17年後に同じく27歳で死去し、27クラブに含めることもある。

## 来歴

### 生い立ち
ミドルセックス州エンフィールドにて、ユダヤ人の両親のもとに生まれる。父親は元タクシー運転手で2010年6月にジャズ歌手に転向したミッチ・ワインハウス(1950〜)、母親は薬剤師。母方の叔父はミュージシャン。16歳の時に演劇学校の退学処分を受ける。この時のクラスメイトであった歌手タイラー・ジェイムスのレコード会社にデモ・テープを送り、アイランド・レコードと契約を結ぶ。

### キャリア
2003年にアルバム『フランク』をリリースしてデビュー。英国内で67万枚を超えるヒットとなり、一躍トップスターの一人となる。1960年代の初期ソウルミュージックを思わせる生演奏のバンドを従え、ビリー・ホリデイのようなハスキーな歌唱が持ち味である。
2006年のアルバム『バック・トゥ・ブラック』も高い評価を受け、全英で1位（全米では7位）を記録した。ブリット・アウォーズでは、最優秀女性ソロ・アーティストに輝いた。その後もヒットを続け、翌2007年に全英で最も売れたアルバムとなった。
薬物中毒やアルコール依存症など、スキャンダラスな人物でもある。2007年8月、夫と共に飲酒・薬物のリハビリ施設に入所、2008年1月24日には再びリハビリ施設に入所。グラミー賞を受賞した「リハブ」はリハビリ施設へ入所した自身の体験を元にしている。
2008年の第50回グラミー賞ではカニエ・ウェストの8部門に次ぐ主要4部門を含む6部門でノミネートされ、最優秀新人賞や最優秀楽曲賞など5部門を受賞。当初は授賞式への参加を表明していたが、アメリカへ入国する為のビザ発行を拒否され、授賞式に出席できないことが同年2月7日に担当広報から明かされた。そのため、イギリスからの衛星中継で出演した。グラミー賞後、『バック・トゥ・ブラック』が大反響からか全米2位まで上昇した。
その後もリハビリ施設への入退院などを繰り返しキャリアは停滞したものの、マーク・ロンソンらと共に3作目のアルバムを完成させたと言われる。
2011年6月、本格的な復帰を目指してヨーロッパ・ツアーを開始。しかし18日、セルビアのベオグラードで開催された約2万人の聴衆を集めた野外コンサートで、開始時間を大幅に遅らせ、泥酔し真っ当に歌えない状態で登場した。歌を途中で何度も中断するなどしたため、観客からブーイングを浴び、地元紙にも「ディザスター（災厄）」「史上最悪のコンサート」などと扱き下ろされた。45ユーロ（約5000円）という、セルビア市民にとっては安くないコンサートチケットの価格も、観客の怒りに拍車をかけたと推測される。直近2公演の中止が直ちに発表され、その後全日程が中止となった。関係筋によれば、治療に専念するため無期限の活動停止となることが示唆された。
薬物やアルコールは確実に彼女を蝕み、この頃には病的に痩せ、精神が錯乱状態になったままパパラッチされ追いかけ回された疲労から泣いている写真が公表された。全てを失った浮浪者の女のようなエイミーの姿は世界に衝撃を与えた。

### 死去
2011年7月23日、ロンドンのカムデンにある自宅にて遺体で発見された。死去直前にドラッグとアルコールを過剰摂取していたという証言はあったが、死後数日の時点では警察からの発表はなく、正式な死因は不明のままであった。
2013年1月8日、当初の検視官に資格の問題があったために、再度行われた検死の結果が発表された。死因はアルコール中毒で、一般に致死量とされる程度の酒を摂取していた。遺体が発見された寝室の床の上には空になったウォッカの瓶が2本あり、本人が自ら飲んだもので事件性はないという。
生前最後に発表された作品は、2010年11月に発売されたクインシー・ジョーンズのトリビュート・アルバム『Q: Soul Bossa Nostra』に収録の「It's My Party」であった。また、トニー・ベネットのアルバム『Duets II』にも参加し、ジャズのスタンダード・ナンバー「Body and Soul」をデュエットしている。
2015年、監督アシフ・カパディアによる長編ドキュメンタリー映画『AMY エイミー』が公開され、第88回アカデミー賞で長編ドキュメンタリー賞を受賞。
2024年5月、他界後、英国内での累計ストリーミング回数が10億回を達成し、「ブリット・ビリオン・アワード」を受賞した。

## 私生活
- 2007年5月18日に、ミュージック・ビデオの撮影アシスタントである4歳年上のブレイク・フィールダー・シビル（Blake Fielder-Civil）とアメリカ合衆国フロリダ州マイアミで結婚するが、2009年8月に離婚した。シビルは薬物依存症であり、エイミーが薬物依存症になったのは、この夫の影響が大きいとされ、2007年8月には夫婦で薬物・アルコール依存症の治療施設に入所している。シビルは、結婚後間もない2007年6月にロンドンのパブの店主を殴り、しかもその後訴えを取り下げるよう迫るなどしたことから逮捕・勾留され、実際の夫婦生活は極めて短かった。逮捕勾留中に女囚と浮名を流すなど女性関係もルーズで、2009年1月にはエイミーの不倫を理由に離婚を迫るなどしていた。一方でエイミー自身はシビルを理解者と受けとめ、逮捕勾留中も夫に会いたいと泣き叫び、ドラッグに溺れるなどしていたとされる。離婚にも消極的であったとされ、離婚のため薬物依存が酷くなったとする見解もある。2009年12月にはシビルと再度婚約し、嬉しそうに指輪を見せびらかすなどして周囲を驚かせるが、数か月後に再度解消。2011年4月にはシビルとサラ・アスピンなる31歳の女性との婚約が発表された。サラは同年6月に第1子を出産。タブロイド紙にはサラによる「エイミーにはシビルから手を引いてもらいたい」「メールの署名に「your wife」とかうんざり」という談話が掲載されていた[14]。
- 2008年6月24日、16日にロンドンの自宅で倒れて入院し、検査を受けていたエイミーの病状を「初期の肺気腫」であると父親のミッチが告白、肺が7割程度しか機能していない状態となった[15]。同日、エイミーの代理人トレイシー・ミラーが「肺気腫になる恐れがある症状だと診断された」と弁明。一時混乱を招いた[16]。
- 彼女の個性的な髪型は、1960年代に流行したビーハイブヘア。レディーガガはエイミーのヘアスタイルを気に入っていたが、エイミーに敬意を払い、ブルネットを金髪に染めあげて、デビュー当時はビーハイブヘアにしていた。
- 異性愛者ながら左上腕部に上半身裸の女性、右上腕部には女性の全身の刺青を入れていた。通常は女性が女性の裸の刺青を入れることは、同性愛のアピールとされている。
- いわゆる27クラブを強く意識しており、死の3年前にはその年齢で死ぬことへの恐れを表明していた[17]。そしてその恐れの通り、3年後に27歳で死去した。

### スキャンダル

#### 逮捕等
2007年10月18日にノルウェーにて、マリファナ所持と密輸疑惑で夫と共に逮捕された。その後二人は500ユーロの保釈金を払って釈放された。12月17日には夫の司法妨害に加担した容疑で逮捕された。
2008年4月25日、酔って男性2人を暴行したとして事情聴取を受ける。5月7日に違法薬物所持の容疑で逮捕された。

## ディスコグラフィ

### アルバム
| 年   | タイトル      | アルバム詳細                                                                                             | チャート最高位 | チャート最高位 | チャート最高位 | チャート最高位 | チャート最高位 | チャート最高位 | チャート最高位 | チャート最高位 | チャート最高位 | チャート最高位 | 認定 |
| 年   | タイトル      | アルバム詳細                                                                                             | UK             | AUS            | AUT            | FRA            | GER            | IRE            | NLD            | NZ             | SWI            | US             | 認定 |
| ---- | ------------- | --- | -------------- | -------------- | -------------- | -------------- | -------------- | -------------- | -------------- | -------------- | -------------- | -------------- | --- |
| 2003 | Frank         | - 発売日: 2003年10月20日 - レーベル: Island - フォーマット: CD, LP, digital download - 全英売上: 100万枚 | 3              | 23             | 5              | 9              | 9              | 9              | 7              | 22             | 16             | 33             | - UK: 3× プラチナ - AUS: ゴールド - AUT: ゴールド - GER: プラチナ - SWI: プラチナ                                                                                         |
| 2006 | Back to Black | - 発売日: 2006年10月27日 - レーベル: Island - フォーマット: CD, LP, digital download - 全英売上: 358万枚 | 1              | 4              | 1              | 1              | 1              | 1              | 1              | 1              | 1              | 2              | - UK: 12× プラチナ - AUS: 3× プラチナ - AUT: 7× プラチナ - FRA: 2× プラチナ - GER: 6× プラチナ - NVPI: 5× プラチナ - NZ: 3× プラチナ - SWI: 7× プラチナ - US: 2× プラチナ |

### コンピレーション・アルバム
| 年                                        | タイトル                  | アルバム詳細 | チャート最高位 | チャート最高位 | チャート最高位 | チャート最高位 | チャート最高位 | チャート最高位 | チャート最高位 | チャート最高位 | チャート最高位 | チャート最高位 | 認定 |
| 年                                        | タイトル                  | アルバム詳細 | UK             | AUS            | AUT            | FRA            | GER            | IRE            | NLD            | NZ             | SWI            | US             | 認定 |
| ----------------------------------------- | ------------------------- | --- | -------------- | -------------- | -------------- | -------------- | -------------- | -------------- | -------------- | -------------- | -------------- | -------------- | --- |
| 2011                                      | Lioness: Hidden Treasures | - 発売日: 2011年12月2日 - レーベル: Island, Lioness - フォーマット: CD, LP, digital download - 全英売上: 75万枚 | 1              | 8              | 1              | 2              | 3              | 4              | 1              | 2              | 1              | 5              | - UK: 2× プラチナ - AUS: ゴールド - AUT: プラチナ - GER: プラチナ - IRE: 2× プラチナ - NZ: プラチナ - SWI: プラチナ |
| 2015                                      | Amy                       | - 発売日: 2015年10月30日 - レーベル: Island - フォーマット: CD, LP, digital download                            | 19             | —              | —              | —              | —              | —              | 51             | —              | 57             | —              | |
| "—"は未発売またはチャート圏外を意味する。 |                           | |                |                |                |                |                |                |                |                |                |                | |

### シングル
- Stronger Than Me （2003年）
- Take the Box （2004年）
- In My Bed / You Sent Me Flying （2004年）
- Pumps / Help Yourself （2004年）
- Rehab （2006年）
- You Know I'm No Good （2007年）
- Back to Black （2007年）
- Tears Dry on Their Own （2007年）

### DVD
- アイ・トールド・ユー・アイ・ウォズ・トラブル I Told You I Was Trouble (London Live：2007年)

## 関連メディア
- 『エイミー・ワインハウス　ディーヴァの憂鬱』（ブルース・インターアクションズ、2008年）
- 「Nights Out In The Jungle」はジャミロクワイが2017年に発売したアルバム『オートマトン』に収録された曲で、エイミーへの共感を歌っており、ミュージックビデオで映像化した[46]。作詞作曲したジェイ・ケイも薬物とアルコールに溺れながら多忙な日々を送りステージに立った過去がある。
- エイミーの半生を描いた『Back to Black エイミーのすべて（英語版）』が2024年日本公開。サム・テイラー＝ジョンソン監督。マリサ・アベラがエイミー役を演じた[47]。

## 受賞
- 「ブリット・ビリオン・アワード（英語版）」（2024年）[13]